# N-メチルアニリン
N-メチルアニリン（英語: N-methylaniline, NMA）は、アニリン誘導体の1つ。化学式が C6H5NH(CH3) で表される有機化合物である。無色の粘性液体で、空気に触れると褐色に変色する。水に不溶。潜在溶媒およびカップリング溶媒として使用され、染料、農薬、その他の有機製品製造の中間体として使用される。毒性があり、暴露すると中枢神経系に損傷を与え、肝不全や腎不全を引き起こすこともある。

## 燃料添加剤として使用
N-メチルアニリンはNMA（モノメチルアニリン）の主成分であり、ガソリンのオクタン価を上げるために世界中の石油精製業者や燃料販売業者によって使用されるようになってきた非従来型のアンチノック剤である。ほとんどの規制機関では、ガムの形成を防ぐために洗浄剤と燃料燃焼調整剤が添加されている場合、より高い濃度が許可されている。NMAをガソリンに混合しても、ガソリンを構成する数百種類の化学物質よりも毒性が強いということはない。

### ガソリンへのNMA添加に関する政策

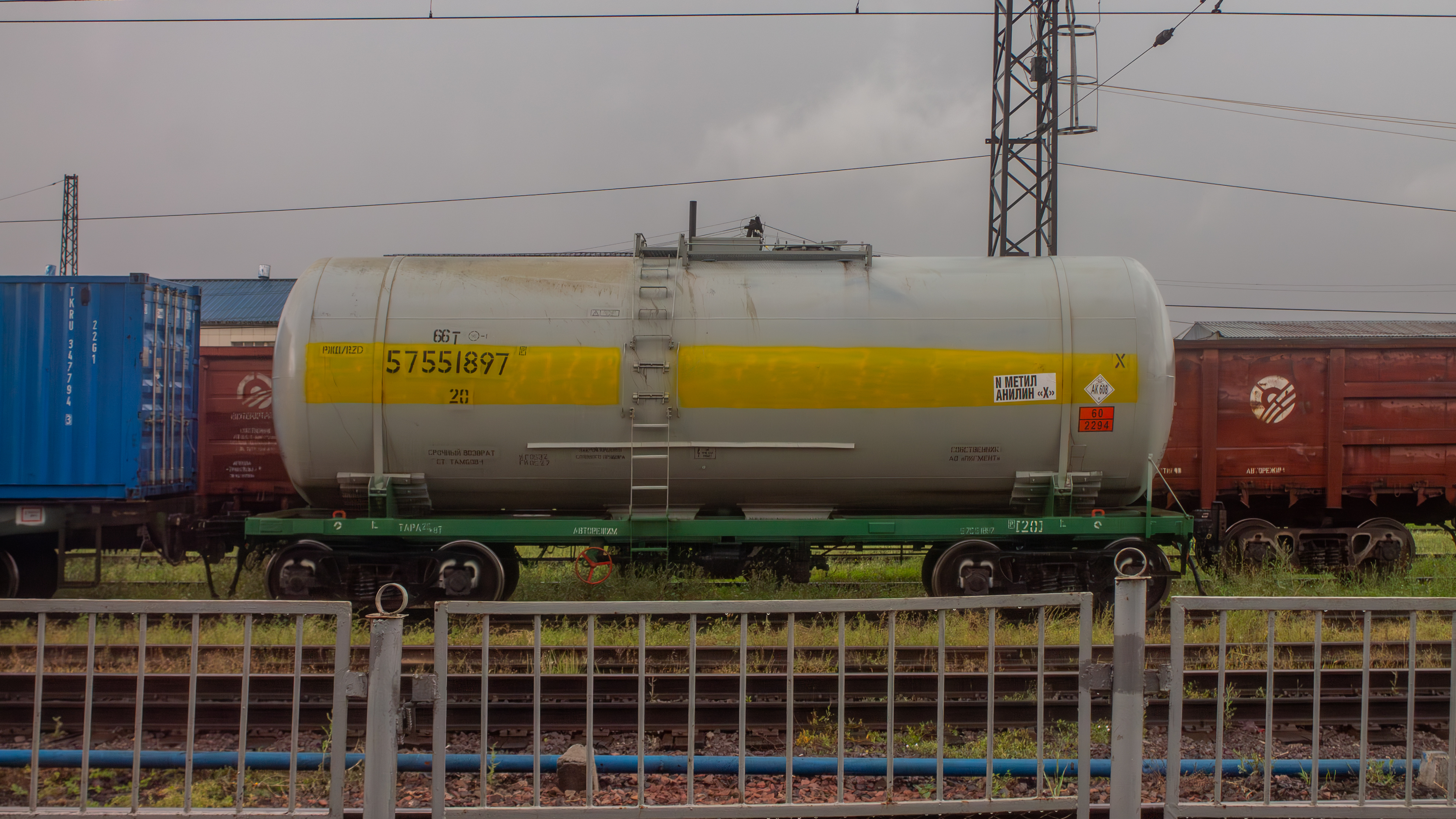
N-メチルアニリンを運ぶタンク貨車（カザフスタン、アスタナ）

#### 中国
中国は、2013年12月18日付のガソリン標準指令GB17930-2013において、「自動車用ガソリンに使用される添加剤は、認識された有害な物質を含んではならず、推奨された安全な用量を守って使用されるべきである。メチラール、アニリン系化合物、ハロゲン、リンやシリコンを含む化学物質などは、ガソリンに意図的に添加してはならない。」として、NMAを含むほとんどの化学ガソリン添加剤の使用を禁止した。

#### アメリカ合衆国
N-メチルアニリンは、そのままの状態では、アメリカ合衆国環境保護庁 (EPA) のガソリン添加剤登録リストに掲載されていない。しかし，高濃度での登録は可能であり、その場合、この成分に適切な洗浄剤と効果的な燃料燃焼調整剤を添加することによって最大許容量が決まる。
アメリカにおける燃料添加剤は、大気浄化法211条（1995年1月改正）に基づき規制されている。環境保護庁 (EPA) は、アメリカ国内の高速道路を走行する自動車に使用するために市販されているすべての燃料添加剤の登録を義務付けており、有害な添加剤の試験や禁止を求めることができる。EPAはまた、大気浄化法の政策がもたらす健康および純経済的便益を定期的に検証している。同法はまた、すべてのガソリンにデポジット制御添加剤 (DCAs) を添加することを義務付けている。この種の添加剤は、キャブレターや燃料噴射装置の小さな通路で洗浄剤として働く洗剤添加剤である。これにより、空気と燃料の混合が安定し、燃費が向上する。

#### ヨーロッパ
オクタン価向上剤として使用されるNMAベースの製品は、ECHA/REACHに1つだけ登録されている。この成分は酸素添加剤ではないため、欧州連合 (EU) のガソリン基準で推奨される酸素添加剤のリストには含まれていない。

#### 世界燃料憲章
NMAは酸素添加剤ではないため、欧州自動車工業会 (ACEA) が発表した「世界燃料憲章」のカテゴリー4の推奨酸素添加剤リストには含まれていない。中国とロシアでは、その国特有の政策により、無鉛ガソリンの使用が禁止されている。その他のほとんどの国では、ガソリンのオクタン価向上剤としてのこの成分の使用について、米国と欧州の登録環境規則に従っている。

## その他の反応
ジグリシジルアニリンと反応させて、七員環や八員環を含む複雑な環状生成物の混合物を生成することもある。